# Фієско
Фієско (італ. Fiesco) — муніципалітет в Італії, у регіоні Ломбардія,  провінція Кремона.
Фієско розташоване на відстані близько 440 км на північний захід від Рима, 50 км на схід від Мілана, 30 км на північний захід від Кремони.
Населення — 1226 осіб (2014).
Щорічний фестиваль відбувається 8 липня. Покровитель — San Procopio.

## Демографія
Населення за роками:

Станом на 1 січня 2023 року в муніципалітеті офіційно проживало 89 іноземців з 13 країн, серед них 29 громадян країн Євросоюзу та 7 громадян України.

## Сусідні муніципалітети
- Кастеллеоне
- Іцано
- Сальвірола
- Триголо